# Луноход (космическая программа)
«Луноход» («проект Е-8») — серия советских дистанционно управляемых самоходных аппаратов-планетоходов для исследования Луны. В честь двух запущенных в рамках неё аппаратов была названа равнина на Плутоне (лат. Lunokhod Planitia), название утверждено МАС 3 февраля 2021 года.
- «Луноход-0» — автоматический луноход, который должен был стать первым и мог значительно опередить американскую экспедицию «Аполлон-11».  На Луну не прибыл вследствие неудачного старта ракеты-носителя с аппаратом Е-8 № 201 19 февраля 1969 года. Причина аварии — разрушение головного обтекателя ракеты-носителя[2][3];
- «Луноход-1» — первый автоматический луноход, благополучно доставленный на Луну и выполнивший на Луне поставленную задачу. Доставлен на Луну 17 ноября 1970 года советским лунным кораблём-автоматом «Луна-17» (Е-8 № 203), стартовавшим 10 ноября 1970 года;
- «Луноход-2» — второй автоматический луноход. Доставлен на поверхность Луны 16 января 1973 года советским лунным кораблём-автоматом «Луна-21» (Е-8 № 204), стартовавшим 11 января 1973 года;
- «Луноход-3» — третий автоматический луноход. Должен был быть доставлен на поверхность Луны в 1977 году советским лунным кораблём-автоматом «Луна-25» (запуск не состоялся). В настоящее время действующий экземпляр находится в музее НПО имени С. А. Лавочкина.

В рамках реализации советской лунно-посадочной пилотируемой программы Н-1-Л3 в экспедициях предусматривалось использование модификации луноходов, дооборудованных радиомаяком (для предварительного выбора места посадки) и ручным управлением (как транспорт для перемещения космонавта).

## Создание
«Луноходы» создавались под руководством Г. Н. Бабакина в конструкторском бюро Машиностроительного завода имени С. А. Лавочкина (Химки, Московская область). Самоходное шасси для лунохода было создано под руководством А. Л. Кемурджиана во ВНИИтрансмаш (Ленинград), где до этого разрабатывались ходовые части танков. Этой же организации была поручена разработка самоходного шасси с блоком управления движением и системой безопасности с комплектом информационных датчиков.
Эскизный проект лунохода был утверждён осенью 1966 года. К концу 1967 года была готова вся конструкторская документация. Масса и габариты создаваемых луноходов были обусловлены максимальной возможной массой, доставляемой на поверхность Луны унифицированной посадочной ступенью, и габаритами головного обтекателя ракеты-носителя «Протон», с помощью которой связка «посадочная ступень — луноход» выводилась на траекторию полёта к Луне.
Модифицированные для пилотируемых экспедиций луноходы должны были заранее детально обследовать предполагаемый район посадки лунного корабля, а также исполнять роль радиомаяков для осуществления посадки пилотируемого корабля в выбранное место. Предполагалось, что перед осуществлением высадки космонавта на Луну будут отправлены два лунохода для выбора основного и запасного районов прилунения. В запасной район впоследствии должна была сесть в автоматическом режиме резервная беспилотная лунная кабина. В основном районе прилунилась бы лунная кабина с космонавтом. Основной режим посадки лунной кабины предполагался автоматическим — на радиомаяк лунохода. Если же при посадке основной лунный корабль получал повреждения, которые не позволили бы ему стартовать с Луны, то космонавт должен был воспользоваться одним из луноходов для поездки к резервной лунной кабине. Космонавт также мог использовать луноход как транспорт для себя и перемещаемого оборудования. На таком модифицированном луноходе предполагалось иметь запас кислорода, разъёмы для шлангов лунного скафандра, место космонавта в виде небольшой площадки с пультом управления в передней части аппарата.

## Конструкция
«Луноход» представляет собой установленный на самоходное шасси герметичный приборный отсек.
Масса машины (по исходному проекту) — 900 кг,
диаметр по верхнему основанию корпуса — 2150 мм,
высота — 1920 мм,
длина шаси — 2215 мм,
Колея — 1600 мм.
Колёсная база — 1700 мм.
Диаметр колёс по грунтозацепам — 510 мм при ширине в 200 мм.
Диаметр приборного контейнера — 1800 мм.
Максимальная скорость передвижения по Луне — 4 км/ч.
Гермокорпус «Лунохода» является основной частью конструкции и служит платформой для аппаратуры бортовых систем и её защиты от воздействия внешней среды. Гермокорпус выполняет также функции платформы для шасси и служит для крепления на нём элементов ходовой части. Корпус имеет форму перевёрнутого усечённого конуса с выпуклыми верхним и нижним днищем. С целью уменьшения массы корпус изготовлен из магниевых сплавов. Верхняя поверхность корпуса используется как радиатор-охладитель системы терморегуляции, закрываемый на ночь крышкой с солнечной батареей для сохранения тепла. Корпус «Лунохода» для сохранения тепла покрыт снаружи теплоизолирующим покрытием толщиной около 20 см. Для обогрева аппаратуры применялся радиоизотопный источник тепла, содержащий ампулы с 210Po. Источник был вынесен за пределы корпуса. Использовалась активная двухконтурная система терморегулирования.
Шасси «Лунохода» было предназначено для перемещения аппарата по поверхности Луны (для смазки узлов вращения в вакууме использовался сульфид молибдена(IV)). В состав шасси входят следующие агрегаты и подсистемы:
- ходовая часть, включающая восьмиколёсный движитель и индивидуальную эластичную подвеску колёс;
- электрическая трансмиссия с индивидуальным полным приводом колёс;
- тормозная система;
- блок автоматики шасси;
- комплект информационно-измерительной аппаратуры:
  - патрульный дозиметр
  - рентгеновский эмиссионный спектрометр
  - рентгеновский телескоп
  - грунтомер[2]

Система электропитания «Лунохода», выполненная по схеме «солнечная батарея — буферная аккумуляторная батарея», обеспечивает питание всех бортовых систем постоянным током. На «Луноходе» применены серебряно-кадмиевые аккумуляторные батареи ёмкостью 200 ампер-часов. Площадь солнечной батареи составляла 3,5 м² (электрическая мощность — 180 ватт).
Предельное энергопотребление составляло в течение 10 мин — 1 кВт. Номинальное энергопотребление — 250 Вт.
Система управления луноходом состояла из двух телевизионных камер, подключённых к центральному блоку, содержащему узлы электроники и автоматики. Блок состоял из двух полукомплектов (по одному для каждой камеры), из которых один работал, а второй находился в резерве. Телевизионные камеры «Лунохода-1» были выполнены на видиконах с регулируемой памятью диаметром 13,5 мм. Вес телевизионной системы составлял 12 кг, потребляемая ею мощность равнялась 25 Вт. В передающей камере «Лунохода-2» были использованы видиконы диаметром 26 мм, что положительно повлияло на качество изображения, при том, что габариты и потребляемая мощность камер увеличились незначительно. Конструкция видиконов обладала высокой механической прочностью и устойчивостью как на активном участке траектории полёта, так и в движении.
Антенны:
- остронаправленная антенна (спиральная; диапазон — …);
- малонаправленная антенна (конус; диапазон — …);
- штыревые антенны (диапазон — …).

## Ход полёта
На 125-й секунде полёта двигатель первой ступени прекращал работу; производилось её отделение, запускался двигатель второй ступени. На 200-й секунде полёта, на высоте 80 км, сбрасывался головной обтекатель. На 375-й секунде полёта выключались двигатели второй ступени; при этом аппарат имел скорость 4,5 км/с. Производилось разделение ступеней, включался двигатель третьей ступени. На 588-й секунде полёта происходило отключение двигателя третьей ступени и отделение головного блока; дальнейший разгон производился двигателями блока «Д». На 958-й секунде полёта двигатель блока «Д» отключался; аппарат оказывался на промежуточной орбите вокруг Земли. На 35-й минуте полёта раскрывались опоры посадочного устройства. На 66-й минуте полёта блок «Д» ориентировался в пространстве необходимым образом и вновь запускал двигатель для перелёта к Луне. Через 12 секунд после отключения двигателя блока «Д» происходило его отделение и раскрытие антенн.
Через 4 суток 7 часов после старта Е-8 с помощью двигательной установки ступень КТ выводился на окололунную орбиту с высотой 120 км и периодом обращения 2 часа. Через сутки проводилась первая коррекция для снижения высоты перицентра над выбранной точкой посадки до высоты 20 км, а ещё сутки спустя — вторая коррекция для исправления плоскости подхода аппарата к точке посадки.
Через 7 суток 16 часов после старта запускалась тормозная двигательная установка, снижавшая скорость почти до нуля на высоте 2,3 км над поверхностью. До высоты 700 м происходил спуск с выключенным двигателем; далее до высоты 20 м спуск шёл с работающим двигателем, после чего основная двигательная установка ступени КТ отключалась и запускались двигатели малой тяги. На высоте 1-2 метра, определяемой гамма-высотомером «Квант-2», двигатель отключался, и станция совершала мягкую посадку на поверхность Луны.
После прилунения изображение места посадки передавалось на Землю, и по команде операторов раскрывались две пары трапов. Луноход отделялся от ступени КТ и сходил на лунную поверхность; открывалась его солнечная батарея и начиналась зарядка аккумуляторов.

## Управление
«Луноход» мог двигаться с двумя различными скоростями, в двух режимах: ручном и дозированном. Дозированный режим представлял собой автоматический этап движения, программируемый оператором.
Поворот осуществлялся путём изменения скорости и направления вращения колёс левого и правого бортов.
Управление «Луноходами» осуществлялось группой операторов из 11 человек, составлявших сменные «экипажи»: командир, водитель, оператор остронаправленной антенны, штурман, бортинженер. Центр управления находился в посёлке Школьное (НИП-10). Каждый сеанс управления длился ежедневно до 9 часов, с перерывами в середине лунного дня (на 3 часа) и на лунную ночь; экипажи менялись каждые два часа.
Состав команды:
- командиры — Николай Еременко, Игорь Федоров;
- водители — Габдулхай (Геннадий) Латыпов, Вячеслав Довгань;
- штурманы — Константин Давидовский, Викентий Самаль;
- бортинженеры — Леонид Мосензов, Альберт Кожевников;
- операторы остронаправленной антенны — Валерий Сапранов, Николай Козлитин;
- резервный водитель и оператор — Василий Чубукин.

Отработка действий операторов проводилась на действующей модели «Лунохода» на Лунодроме, на котором имитировались лунные реголит и рельеф.
Дистанционное управление осуществлялось при помощи комплекса аппаратуры контроля и обработки телеметрической информации на базе ЭВМ «Минск-22» — СТИ-90.
Основную сложность при управлении луноходом создавало запаздывание радиосигнала, — радиосигнал с Земли до Луны и обратно проходит около 2 секунд, а передача одного кадра занимала от 3 до 20 секунд, в зависимости от рельефа.